# Hotel Valira

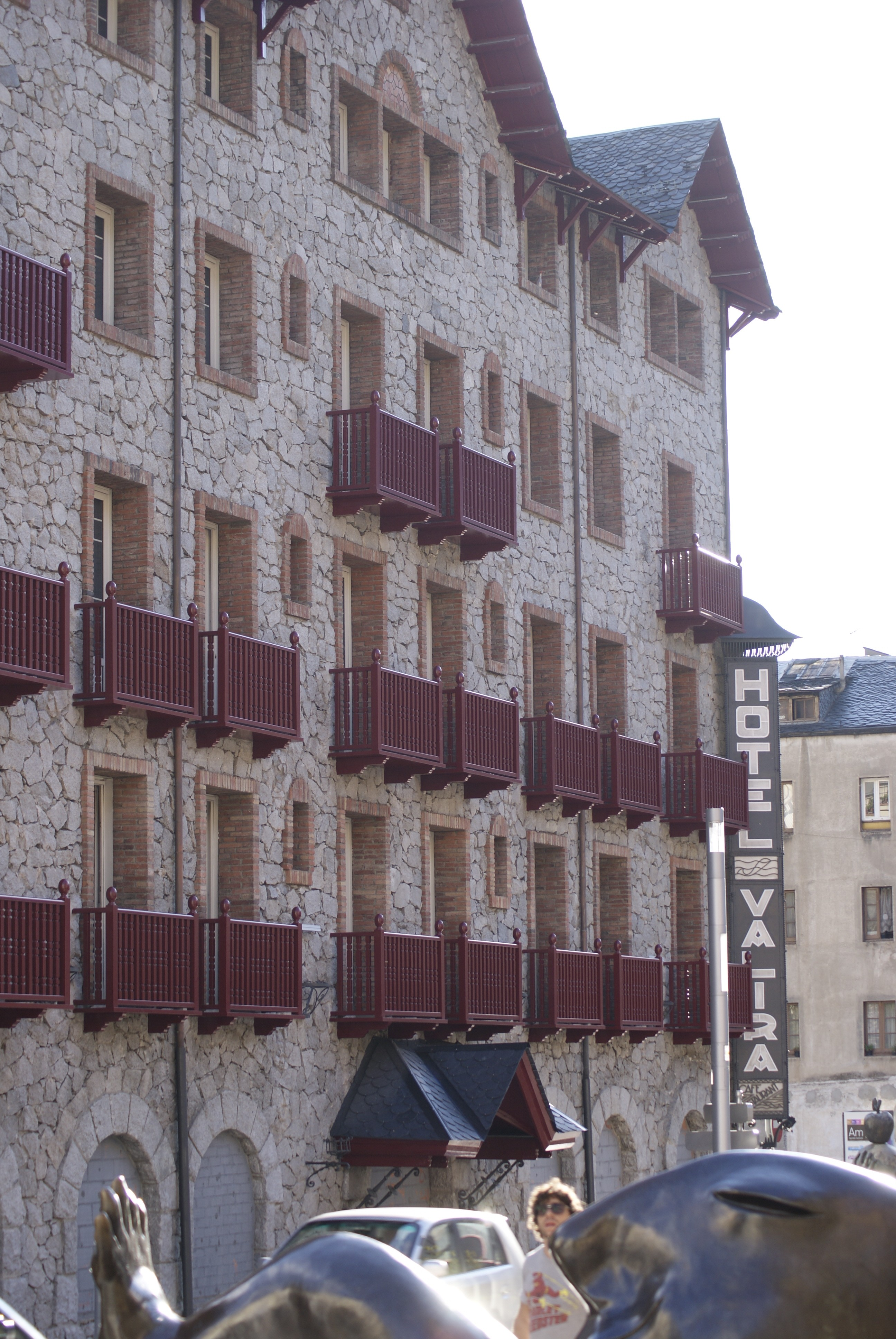
Frontansicht des Hotels Valira

Das Hotel Valira  war ein Hotel in der andorranischen Gemeinde Escaldes-Engordany. Das Gebäude ist auf Grund seiner Bedeutung in der Granitarchitektur Andorras seit dem Jahr 2004 als Baudenkmal geschützt. Heute beherbergt es Eigentumswohnungen und das Museu Carmen Thyssen Andorra.

## Geschichte
Die Geschichte des Gebäudes geht zurück auf die frühen 1930er Jahre, als die Mönche von Montserrat mehrere Gebäude in der Gegend von Escaldes in dieser für Andorra typischen Granitarchitektur errichteten. Das Hotel Valira ist, neben dem ersten Krankenhaus Antiga Clínica Vilanova im selben Baustil, auch ein Zeugnis für die Anwesenheit der Mönche von Montserrat in Andorra.
Das Gebäude wurde im Jahre 1933 von dem Architekten und Benediktiner Celestí Gusí, Schüler des katalanischen Architekten Josep Puig i Cadafalch geplant und nach seinen Plänen errichtet. Es hat einen rechteckigen Grundriss mit fünf Etagen. Das auf der Außenseite verwendete Material ist Granit  Form von unregelmäßig angeordneter Wabenblöcke. Nach einem Brand im Gebäudeinneren wurde das Gebäude grundlegend modernisiert und ab 2014 in Eigentumswohnungen umgewandelt. Im Erdgeschoss befindet sich das Museu Carmen Thyssen Andorra.